# Шиманський Павло
Шиманський Павло (пол. Paweł Szymański; 26 серпня 1782, Орховек — 3 грудня 1852, Добратичі, нині Ґміна Кодень, Більського повіту Люблінського воєводства) — церковний діяч, прелат і декан греко-католицької капітули в Холмі, професор і декан богословського факультету Варшавського університету.

## Життєпис
Народився в місті Орховек (тепер село) біля Володави в сім'ї місцевого греко-католицького священика о. Андрія Шиманського і його дружини Домініки зі Снітків. Батьки походили зі священичих родин, які у XVIII—XIX століттях дали Греко-Католицькій Церкві на Підляшші і Холмщині кільканадцять священиків.
Навчався в Білій (тепер Біла Підляська), Янові Підляському, Замості та Відні, де 15 березня 1807 року в церкві святої Варвари отримав священиче рукоположення. 15 грудня 1809 року на богословському факультеті Віденського університету захистив докторат з богослов'я.
В 1810—1817 роках був професором відновленої Холмської семінарії, де зреформував навчальну програму (за зразок взяв програму для римо-католицьких семінарій в Польщі). У 1817 році став професором богословського відділу Варшавського університету, а в 1818 році обраний деканом (цю посаду займав аж до ліквідації університету після Листопадового повстання). Був професором Головної семінарії, а згодом — у 1837—1841 роках — Римо-Католицької духовної академії у Варшаві; викладав різні предмети, пов'язані з біблістикою.

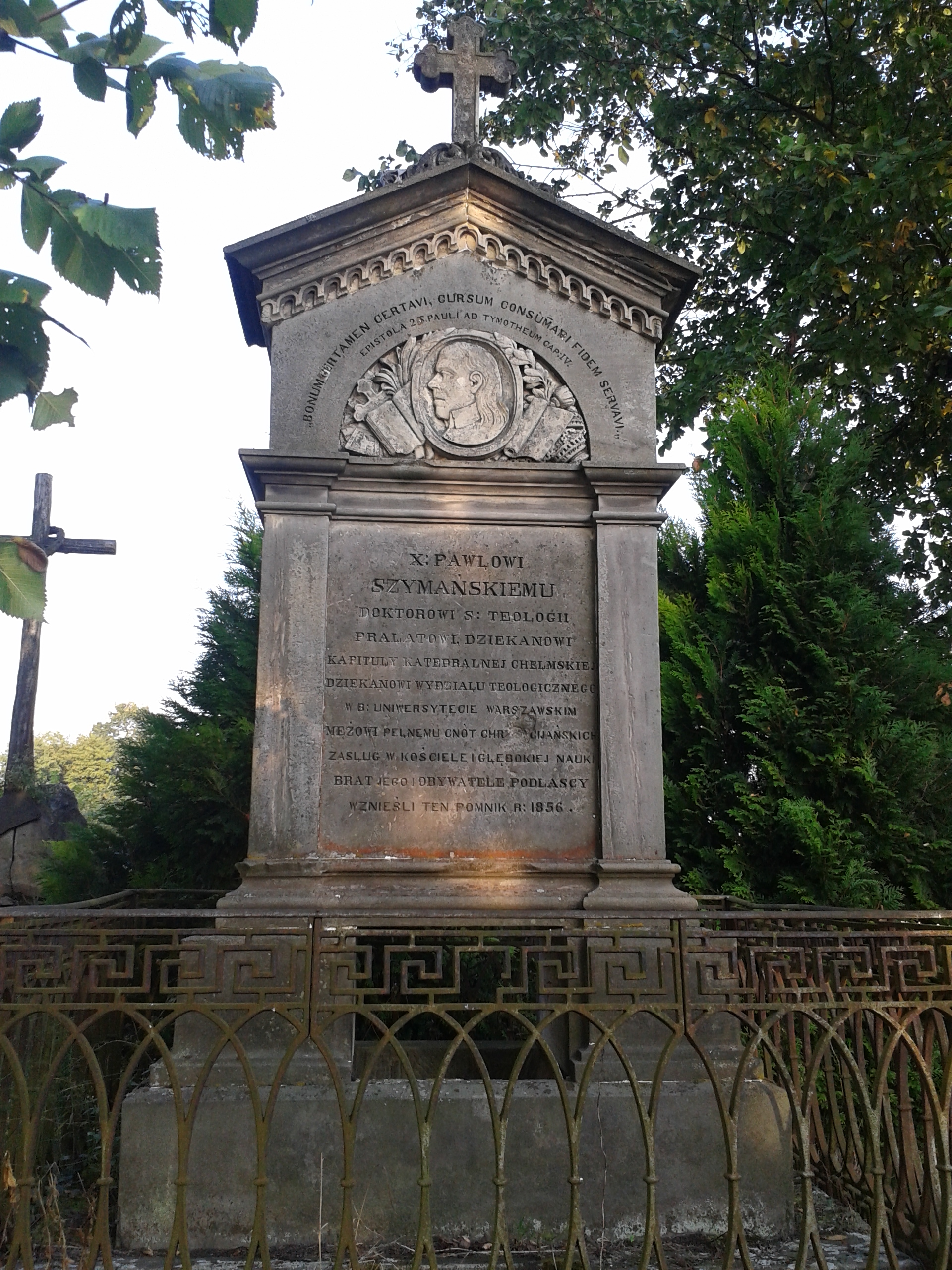
Могила о. Павла Шиманського на православному (до 1875 р. — греко-католицькому) цвинтарі в Добратичах

Від 1825 року був прелатом-деканом греко-католицької катедральної капітули в Холмі (був другим прелатом капітули після архіпресвітера). Двічі капітула обирала його кандидатом на єпископа: ординарія в 1828 році (другий з-поміж трьох кандидатів) і єпископа-помічника в 1841 році (перший в списку). Був речником єпархіального духовенства, оборонцем прав Церкви, автором праць з історії, права, літургіки, меморіалів у обороні прав єпархіального духовенства в спорі з василіянами (1810), проти задумів відірвання Холмської єпархії від Галицької митрополії (1828) і планів царського уряду русифікувати унійний обряд в єпархії (1836).
За підтримку холмського єпископа Филипа Феліціяана Шумборського, який виступав проти знесення унії царською владою, в 1841 році був звільнений з Академії і примусово відправлений пенсію. Останні роки провів у свого брата о. Івана Шиманського (1786—1869), греко-католицького пароха в Добратичах, де й помер 3 грудня 1852 року. У 1856 році завдяки старанням брата і жителів Підляшшя на могилі о. Шиманського був поставлений пам'ятник, який досі стоїть на православному (колись греко-католицькому) цвинтарі в Добратичах. Свою багату нумізматичну збірку записав на фонд вдів і сиріт по священиках Холмської єпархії, а бібліотеку — Холмській греко-католицькій семінарії.

## Твори
- Kazanie na przeniesienie cudownego obrazu Nayświętszéy Maryi Panny z kaplicy Bazyliańskiey do Katedry w Chełmie dnia 13/1 października 1825 roku miane [Архівовано 20 серпня 2016 у Wayback Machine.] (1826)
- Kazanie na academiczną uroczystość św. Jana Kantego miane dnia 22 Października 1837 r. w kościele XX. Franciszkanów w Warszawie przez … prałata, dziekana kapituły chełmskiej, doktora św. teologii prof. w akademii duchownej rz. kat. (Warszawa, 1838)[3]